# La locura del rey Jorge
La locura del rey Jorge (o Las locuras del rey Jorge, según algunas traducciones) es una película de 1994 dirigida por Nicholas Hytner y adaptada por Alan Bennett a partir de su propia obra de teatro, La locura del rey Jorge. Cuenta la historia del deterioro en la salud mental del rey Jorge III y el deterioro en la relación con su hijo, el Príncipe de Gales, y concentra su atención en el periodo alrededor de la crisis de la Regencia de 1788. La medicina moderna ha sugerido que los síntomas del rey eran síntomas de porfiria.
El papel principal del filme quedó asignado a Nigel Hawthorne, Helen Mirren aparece como la reina Carlota, Ian Holm como el doctor Willis, Rupert Graves como Robert Fulke Greville, Amanda Donohoe como lady Elizabeth Herbert, condesa de Pembroke y Montgomery, Rupert Everett como el príncipe de Gales, Julian Rhind-Tutt como el príncipe Federico, duque de York y de Albany, Julian Wadham como William Pitt (el Joven), primer ministro del Reino Unido y Jim Carter como Charles James Fox, miembro del Parlamento del Partido Liberal británico, conocido antiesclavista y líder de la oposición.

## Producción

### Cambio en el título
Al adaptar la obra al cine, el título en inglés no fue The Madness of George III (La locura de Jorge III ), sino The Madness of King George (La locura del rey Jorge). Según una leyenda urbana, el título se cambió debido a la preocupación de que el público estadounidense creyera que el número romano "III" implicaba una secuela (la tercera parte) de otra película. Sin embargo, Nicholas Hytner afirmó que la razón principal fue aclarar que se trataba de la historia de un rey. Nigel Hawthorne confirmó esto último en entrevistas.[cita requerida]

### Localizaciones
La película se filmó en los Estudios Shepperton y también en locaciones en:
- el Castillo de Arundel, en Arundel, West Sussex;
- la Biblioteca Bodleiana, en Oxford;
- el Castillo de Broughton, en Banbury, Oxfordshire;
- el Colegio Eton, en Eton, Berkshire;
- el Colegio Naval Real de Greenwich;
- la Catedral de San Pablo de Londres;
- Syon House, Brentford, Middlesex;
- el Parque de Thame, en Oxfordshire, y
- la casa de campo Wilton House, en Wilton, en el condado de Wiltshire.

## Análisis temático: el papel de la monarquía
La película aborda las prácticas médicas relativamente primitivas de la época y las suposiciones que hacían los médicos al tratar de entender el cuerpo humano. Los médicos del rey aplicaban los tratamientos humorales (vesículas y purgas). Mientras tanto, otro de los médicos del rey, el doctor Heebs, analiza las heces y la orina del rey, y concluye que los desechos del cuerpo pueden dar algún indicio respecto a los males de Su Majestad. Por último, lady Prembroke recomienda al doctor Willis, exministro religioso que intenta curar al paciente a través de modificación conductual. Ninguno de los tres métodos funciona por completo; con el tiempo, su cuerpo se cura por sí solo.
Además de la lucha personal del rey contra la enfermedad mental, la película describe la impotencia relativa de la monarquía británica en una época en la que el Parlamento inglés era todopoderoso. La escena donde un doctor le dice por vez primera al rey qué hacer (y rompe, así, el protocolo establecido) y el rey es colocado en un asiento muestra que el rey finalmente acepta la debilidad de su papel a pesar de sus protestas de que él es el "Rey de Inglaterra" y puede hacer lo que se le antoje. Después de su recuperación, al final de la película el rey le explica al Príncipe de Gales que el papel de la familia real consiste en aparentar felicidad, en saludar a la multitud y en ser, para el pueblo, un modelo de cómo comportarse.

## Premios y nominaciones

### Premios de la Academia (Oscar)
La película obtuvo el Oscar a la mejor dirección artística, y fue nominada para un Oscar al mejor actor (Nigel Hawthorne), a un Oscar para Mejor actriz de reparto (Helen Mirren) y a un Oscar al mejor guion adaptado.

### Premios BAFTA
La película fue nominada para un total de 14 Premios BAFTA y ganó tres: el Premio Alexander Korda para la Mejor Película Británica, el Premio BAFTA para Mejor Actor en Papel Principal para Nigel Hawthorne y el Premio BAFTA para Mejor Maquillaje, para Lisa Westcott.

### Festival de Cannes
Helen Mirren ganó el Premio del Festival de Cannes a la Mejor Actriz, y Nicholas Hytner fue nominado para la Palma de Oro.[cita requerida]